# Ionselectieve elektrode
Een ionselectieve elektrode (ISE) is een elektrochemische sensor die voor een of meer specifieke ionen veel gevoeliger is dan voor andere ionen. Voor elk te meten ion is er een eigen selectieve elektrode.
De werking van een ionselectieve elektrode is gebaseerd op het meten van potentiaalverschil tussen twee elektroden. Zodra de elektroden in een monster (bijvoorbeeld lichaamsvochten als bloed of urine) geplaatst worden, vergelijkt de gekoppelde elektronica het potentiaalverschil met een standaardwaarde. De grootte hiervan correleert met de concentratie van elektrolyten in het monster. Deze methode wordt potentiometrie genoemd.

## Types ionselectieve elektrodes
Er bestaan ten minste drie soorten ionselectieve elektrodes.

### Glasmembraanelektrode
Glasmembraanelektrodes zijn gemaakt van speciaal glas dat een specifiek ion doorlaat en andere ionen niet. Selectiviteit, chemische bestendigheid, responstijd en weerstand zijn afhankelijk van de exacte samenstelling van het glas. Het bekendste voorbeeld van een ionselectieve glasmembraanelektrode is de pH-elektrode. Deze meet selectief H+ ionen.

### Kristalelektrode
Een kristalelektrode of vastestofmembraanelektrode (solid state membrane electrode) bevat een membraan dat bestaat uit een onoplosbaar iongeleidend zoutkristal. De selectiviteit van dit type elektrode is zeer hoog omdat alleen ionen die in het kristalrooster passen een respons geven. Voorbeelden zijn de fluoridegevoelige lanthaanfluoride-elektrode en de chloridegevoelige zilverchloride-elektrode.

### Polymeermembraanelektrode
Een polymeermembraanelektrode bevat een organisch polymeer-membraan met functionele groepen die met een specifiek ion interactie aangaan. Ze worden gebruikt voor onder andere kalium-, calcium-, en nitraatselectieve elektrodes.

## Voordelen van ionselectieve elektrodes
Het voordeel van een ionselectieve elektrode is het gebruiksgemak: de elektrode hoeft (na calibratie) alleen maar in het te meten monster gestoken te worden en je hebt binnen enkele seconden een (indicatief) analyseresultaat.

## Nadelen van ionselectieve elektrodes
- Ze zijn vaak erg matrixgevoelig
- De precisie, nauwkeurigheid en reproduceerbaarheid van de meting is beperkt

## Alternatieven
- Titratie (waarbij eventueel een ionselectieve elektrode gebruikt wordt om het omslagpunt vast te stellen)
- Ionchromatografie
- Massaspectrometrie

Elk van de bovengenoemde alternatieven is (veel) bewerkelijker dan een meting met een ionselectieve elektrode, maar ook nauwkeuriger.